# Keurumbok (Kuta Blang)
Keurumbok is een bestuurslaag in het regentschap Bireuen van de provincie Atjeh, Indonesië. Keurumbok telt 546 inwoners (volkstelling 2010).